# عربصالیم (النبطیه)
عربصالیم (به عربی: عربصالیم) یک منطقهٔ مسکونی در لبنان است که در نبطیه واقع شده‌است.